# Джастін Генрі
Джастін Вортінгтон Генрі (англ. Justin Henry; нар. 25 травня 1971, Рай) — американський кіноактор.

## Біографія
У 1979 році дебютував як актор у фільмі «Крамер проти Крамера», за що був номінований на премію «Оскар» за найкращу чоловічу роль другого плану, ставши наймолодшим за віком номінантом (8 років).

## Фільмографія
| Рік  |   | Українська назва     | Оригінальна назва    | Роль                                                           |
| ---- | - | -------------------- | -------------------- | -------------------------------------------------------------- |
| 1979 | ф | Крамер проти Крамера | Kramer vs. Kramer    | Біллі Крамер                                                   |
| 1983 | ф |                      | Tiger Town           | Алекс                                                          |
| 1984 | ф |                      | Sixteen Candles      | Майк Бейкер                                                    |
| 1985 | ф |                      | Martin's Day         | Мартін                                                         |
| 1985 | ф |                      | Double Negative      | юний Алек Ілінг                                                |
| 1988 | ф |                      | Sweet Hearts Dance   | Кайл Бун                                                       |
| 1996 | ф | Андерсонвілль        | Andersonville        | Тайсі                                                          |
| 1997 | с | Швидка допомога      | ER                   | Джеймс Сассер (2 серії)                                        |
| 2003 | ф |                      | Finding Home         | Прескотт                                                       |
| 2004 | ф |                      | Lost                 | Честер Гулд                                                    |
| 2007 | ф |                      | The Junior Defenders | Джиммі Флетчер                                                 |
| 2008 | с |                      | My Own Worst Enemy   | доктор Рейф Касл (Епізод: "The Hummingbird")                   |
| 2010 | с | Брати і сестри       | Brothers & Sisters   | доктор Льюїс (Епізод: "Where There's Smoke...")                |
| 2014 | ф | Жнець                | Reaper               | Кейн                                                           |
| 2019 | с |                      | On Cinema            | у ролі самого себе (Епізод: "The New On Cinema Oscar Special") |